# Control de plagues

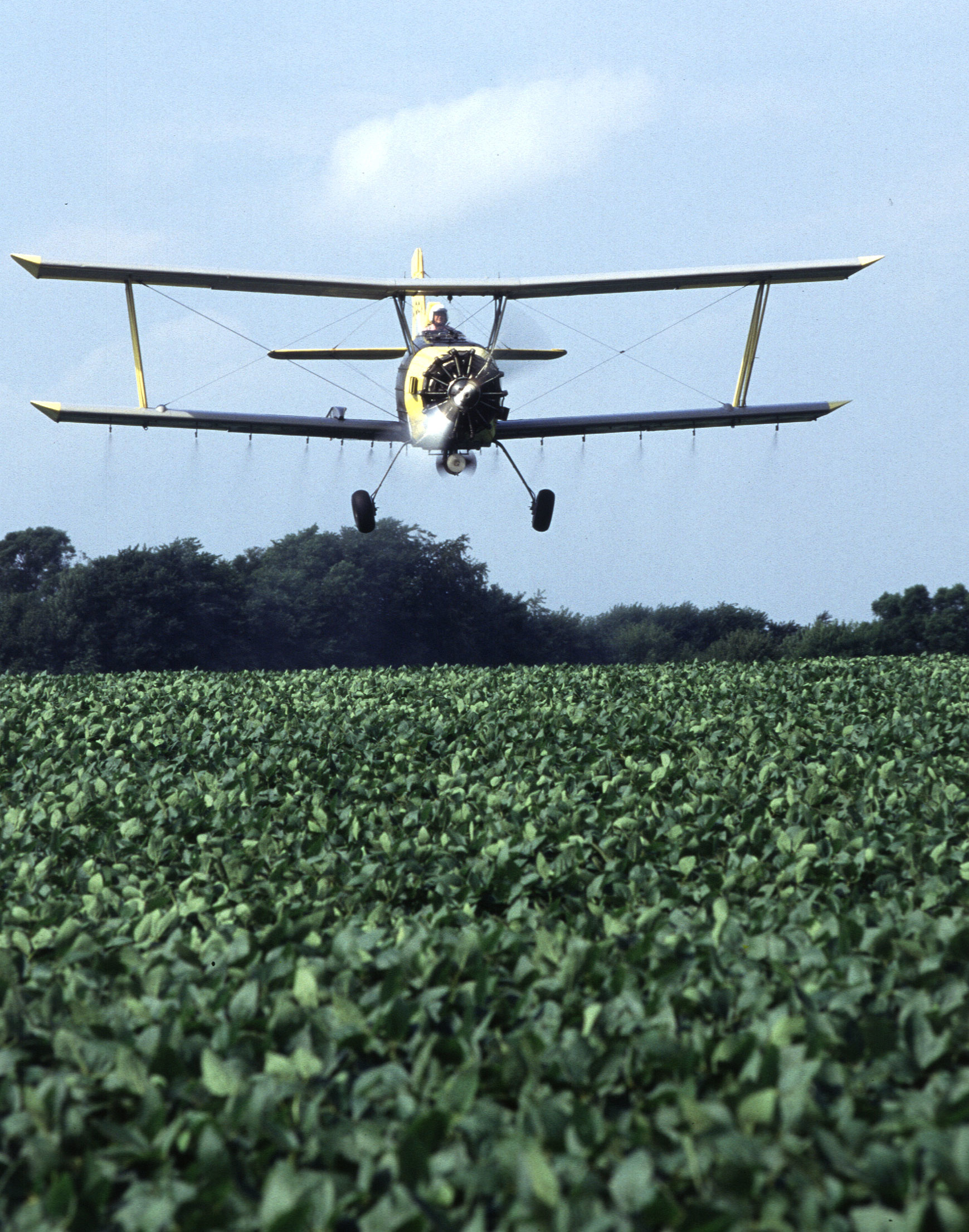
Avioneta aplicant un aerosol insecticida sobre un camp de blat de moro

El control de plagues són les activitats humanes destinades a controlar a disminuir la presència d'una espècie definida com a plaga, normalment perquè es considera que és perjudicial a la salut humana, l'ecologia o l'economia.

## Història
El control de plagues és com a mínim tan vell com l'agricultura, com sempre hi ha hagut una necessitat de mantenir lliures de plagues les collites. Per maximitzar producció alimentària, és avantatjós protegir les collites d'espècies que competeixen de plantes, així com d'herbívors que competeixen amb els humans. L'aproximació convencional era probablement la primera per ser emprada, ja que és comparativament fàcil destruir males herbes cremant-les o enterrant-les, i matar els herbívors que competeixen més grans, com els corbs i altres ocells granívors. Les tècniques com de rotació de conreus o la cria selectiva de cultivars resistents a plagues tenen una història llarga.

## Causes

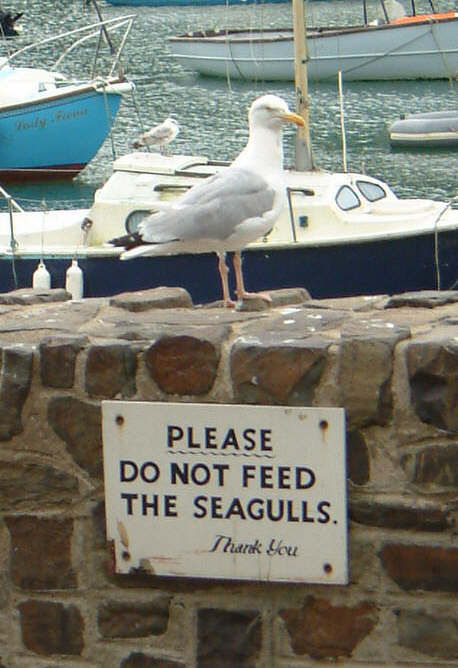
Senyal a Ilfracombe, Anglaterra dissenyava per ajudar a controlar la presència de gavines

Moltes plagues només esdevenen un problema a causa de les accions directes de les persones. La modificació substancial d'aquestes accions sovint permet reduir el problema de les plagues. Als Estats Units d'Amèrica, els ossos rentadors destorben obrint les bosses d'escombraries. Molts residents introdueixen cubells amb tapadores bloquejables, que dissuadien els ossos rentadors de visitar-les. Les mosques domèstiques tendeixen a acumular-se on sigui que hi ha activitat humana i és un fenomen virtualment global, especialment on s'acumula menjar i/o deixalles sense protegir. Similarment, les gavines són percebudes com a plagues en molts centres turístics a la costa. Els turistes sovint alimenten els ocells amb talls de peix i altres aliments, i progressivament, els ocells s'han tornat dependents d'aquesta font alimentària i ataquen els humans per tal d'aconseguir el menjar.
Els organismes vius evolucionen i augmenten la seva resistència biològica, química, física o a qualsevol altra forma de control. Llevat que la població diana s'extermini completament o no se li permeti la reproducció, la població que sobreviu adquirirà inevitablement una tolerància a qualsevol pressió selectiva.

## Tipus de control de plagues

### Control biològic de plagues
El control biològic de plagues és el control a través de la utilització de recursos de la pròpia biologia per controlar una plaga, com l'estimulacó de predadors naturals i paràsits, o la confusió sexual per tal d'impedir la procreació d'espècies nocives. Per exemple: els mosquits es controlen sovint en aplicar Bacillus thuringiensis ssp. israelensis, un bacteri que infecta i mata les larves de mosquits, en fonts d'aigua locals. El tractament no té cap conseqüència negativa coneguda sobre l'ecosistema restant i és segur perquè els humans consumeixin aquesta aigua. El punt de control de plagues biològic, o qualsevol control de plagues natural, és eliminar una plaga amb el mal mínim a l'equilibri ecològic de l'ambient en la seva forma present.

### Eliminació de punts de proliferació
Una apropiada gestió de residus i el drenatge de l'aigua de reg, elimina les condicions per a la proliferació de moltes plagues. Les escombraries proporcionen menjar i refugi per a molts organismes indesitjats, així com un lloc on es pot acumular l'aigua i ser usat com a hàbitat per a les larves de mosquits. Les comunitats que tenen apropiada acumulació i recollida d'escombraries, tenen menys problemes de rates, paneroles, mosquits, mosques i altres plagues que aquelles que no ho fan. Les clavegueres a l'aire lliure són també punts de cria suficient per a diverses plagues. Construint i mantenint un sistema de clavegueram apropiat, aquest problema s'elimina.

### Esquer enverinat
L'esquer enverinat és un mètode comú per controlar poblacions de rates, tanmateix no és tan eficaç quan al voltant hi ha altres fonts alimentàries com ara escombraries. Les carns enverinades s'han utilitzat durant segles per exterminar llops, ocells que amenacen collites, i contra altres criatures. Aquesta eina també s'utilitza per gestionar unes quantes erugues, per exemple Spodoptera litura, mosques del vinagre, gastròpodess, crancs, etc.

### Crema de rostolls
Tradicionalment, després de la collita de la canya de sucre es cremen els camps per exterminar alguns insectes o ous que podrien estar als camps.

### Cacera
Històricament, en alguns països europeus, quan els gossos i gats abandonats esdevenien massa nombrosos, les poblacions locals es reunien per aplegar tots els animals que no semblaven tenir un propietari i els mataven. En algunes nacions, els equips de caçadors de rates funcionen a caçaven rates del camp, i matar-los amb gossos i eines de mà simples.

### Trampes
Les trampes s'han utilitzat per matar ratolins a les cases, per a llops antropòfags, i per a ossos rentadors i gossos i gats abandonats.

### Esprais
Ruixar verins des d'avions, o camions que comporten l'equip que polvorització, és un mètode comú de control de plagues. Arreu dels Estats Units d'Amèrica, les ciutats sovint disposen de camions al voltant d'una vegada o dues vegades una setmana a cada carrer, ruixant per a mosquits. Els draps de la pols de collita comunament volen sobre verí de terres de conreu i esprai per matar de plaga que amenaçaria les collites

### Fumigació
Un projecte que implica la cobertura o segellat hermètic d'una estructura seguit per la introducció d'un gas penetrant, mortal a una concentració letal durant un període relativament llarg de temps (24-72 hores). Encara que cara, la fumigació apunta tots els cicles vitals de les plagues.

### Tractament espacial

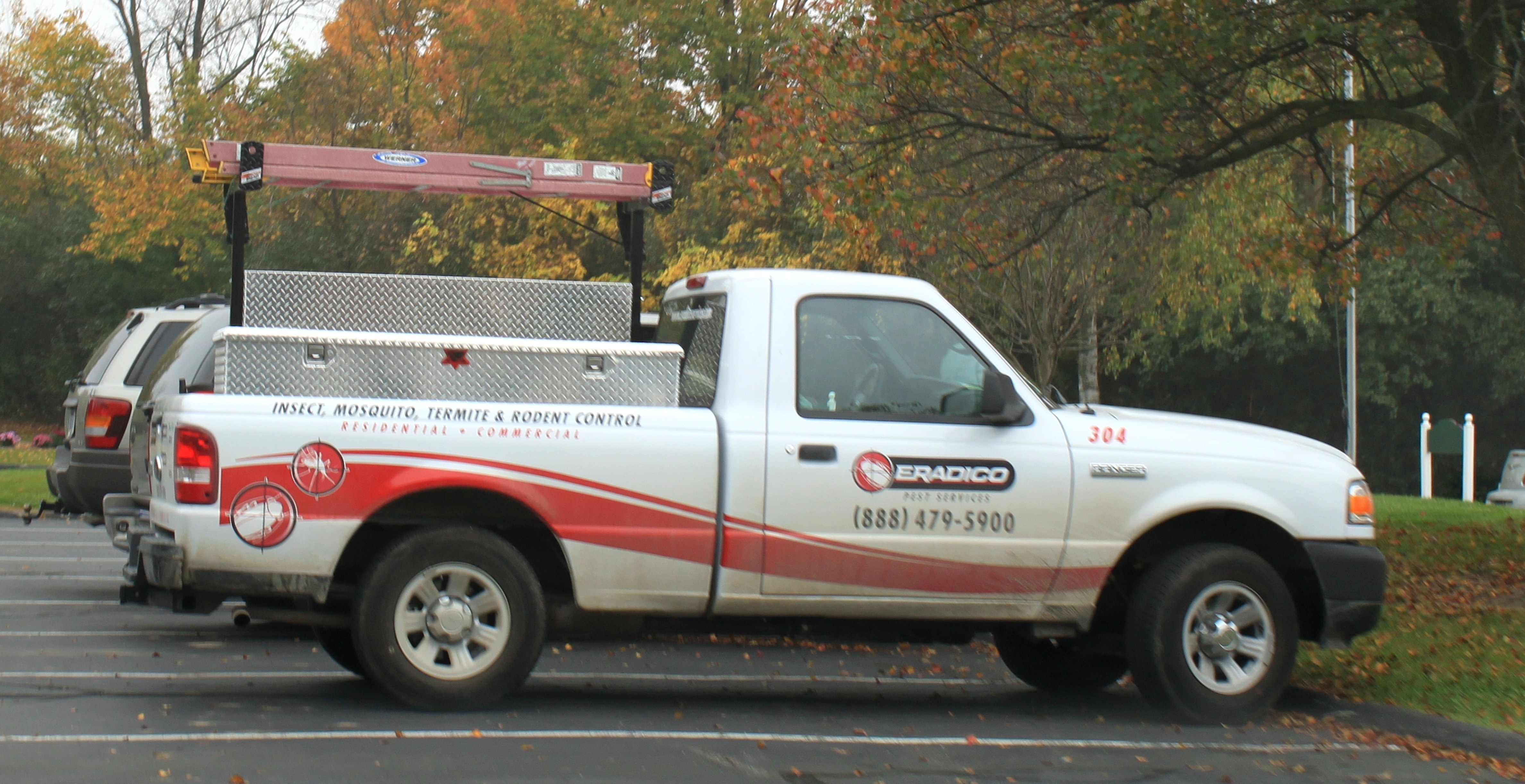
Vehicle de servei de control de plagues d'edifici residencial & comercial, Ypsilanti Township, Michigan

Un projecte de llarga durada terme llarg que implica fogging o humectadors. L'insecticida líquid es dispersa en l'atmosfera d'una instal·lació. Els tractaments no exigeixen l'evacuació o precintament hermètic de l'edifici. Generalment s'utilitzen insecticides de contacte minimitzant els efectes residuals duradors llargs. El 10 d'agost, de 1973, el Registre Federal publicava la definició de tractament espacial com definit per l'Environmental Protection Agency (EPA):.
| « | the dispersal of insecticides into the air by foggers, misters, aerosol devices or vapor dispensers for control of flying insects and exposed crawling insects | » |

### Esterilització
Els estudis de laboratori amb U-5897 (3-chloro-1,2-propanediol) es realitzaren a principis dels anys 1970 encara que aquests resultaven poc reeixits. S'està realitzant recerca sobre esquer d'esterilització.
Un altre mètode eficaç d'esterilització de terra mitjançant l'ús de vapor. La plaga es mata pel vapor calent que és injectat a terra.

### Destrucció de llocs infestats
Els serveis forestals a vegades destrueixen tots els arbres en una àrea infestades amb insectes, si es veu necessari d'impedir que s'estengui l'espècie. Granges infestades amb certs insectes s'han cremat totalment per tal d'impedir a la plaga estendre en qualsevol altre lloc.

### Control natural de rosegadors
Diverses organitzacions de recuperació de fauna fomenten una forma natural de control de rosegadors a través de l'exclusió i el suport de predadors, evitant l'emmetzinament secundari.
L'Environmental Protection Agency accepta, fixant-se en la seva decisió d'atenuació de risc proposada per a nou rodenticides que "sense la modificació de l'hàbitat per fer les àrees menys atractives a rosegadors comensals, ni tan sols l'erradicació no impedirà a noves poblacions recolonitzar l'hàbitat.".

#### Repel·lents
- Oli de bàlsam de l'avet Abies balsamea és un repel·lent de rosegadors no tòxic aprovat per l'EPA.[6]
- L'arrel d'Acacia polyacantha subsp. campylacantha emet compostos químics que repel·leixen animals incloent-hi cocodrils, serps i rates.[7][8]